# Красная стрела
«Кра́сная стрела́» — скорый фирменный поезд № 001А/002А Северо-Западного филиала ОАО «Федеральная пассажирская компания», курсирующий по маршруту Санкт-Петербург — Москва — Санкт-Петербург. Исторически первый фирменный поезд в СССР и России.

## История
Поезд курсирует с 10 июня 1931 года, средняя скорость первого рейса составила 69,8 км/ч, а время в пути — 9 часов 45 минут. На время Великой Отечественной войны рейсы были прекращены, 24 июня 1941 поезд был поставлен на хранение в депо. Первый рейс после прорыва блокады Ленинграда, по официальным данным, был отправлен 20 марта 1944 года. В состав поезда была включена платформа с зенитной установкой. Однако ещё в 1943 году между Москвой и Ленинградом курсировал окружным путём т. н. «пассажирский поезд прямого сообщения», названный Л. Пантелеевым в путевом дневнике «Красной стрелой». Но достоверно неизвестно, имел ли этот поезд № 21/22 официальное наименование «Красная стрела» или просто использовались вагоны довоенного фирменного состава.
Поначалу вагоны были выкрашены в синий цвет. Затем в 1962 году был принят современный тёмно-красный вариант раскраски. В составе «Красной стрелы» впервые в истории советских железных дорог был запущен вагон СВ. В 1960-е годы поезд был ускорен до 8 часов 30 минут после отмены остановок в Малой Вишере, Окуловке и Калинине. Единственной промежуточной остановкой, на которой останавливался поезд для смены локомотивной бригады была станция Бологое-Московское.
С 1965 года при отправлении «Красной стрелы» с Московского вокзала Ленинграда по вокзальному радио транслируется «Гимн великому городу» Р. М. Глиэра. Из Москвы с 1996 года поезд отправляется под песню «Москва» Олега Газманова (с 2011 года эта же песня звучит перед отправлением из Москвы отдельных рейсов «Сапсанов»).
В 1976 году был введён второй рейс «Красной стрелы» (еженочно отправлением на 4 минуты позже первого — 23:59). Сейчас этот поезд носит название «Экспресс», по расписанию 2025 года отправляется в 23:30, а прибывает в 08:30, из-за чего ставится под обгон «Красной Стрелой».
С мая 2002 года после отмены остановки в Бологом поезд следует без остановок — время в пути сокращено до 8 часов ровно.
С августа 2021 год на маршруте Санкт-Петербург — Москва введена техническая остановка на станции Саблино. На маршруте Москва — Санкт-Петербург поезд следует по-прежнему без остановок. При этом время в пути и туда, и обратно осталось таким же — 8 часов.

## Подвижной состав
Состав поезда состоит из:
- вагона-ресторана;
- купейных вагонов (по 32 места в каждом вагоне);
- вагонов СВ (по 16 мест в каждом вагоне);
- вагона класса «люкс» (всего в вагоне 4 купе по 2 места, купе выкупается целиком максимум для двоих взрослых и одного ребёнка).

Все вагоны — ТВЗ нового модельного ряда, оснащённые вакуумными туалетами, установками кондиционирования воздуха, розетками в каждом купе и Wi-Fi.

## Схема поезда
Санкт-Петербург — Москва — Санкт-Петербург
| Номер вагона | Тип вагона         | Мест  | Дополнительно                                   |
| ------------ | ------------------ | ----- | ----------------------------------------------- |
| 1/16         | купе экономкласса  | 32    |                                                 |
| 2/15         | купе экономкласса  | 32    |                                                 |
| 3/14         | купе экономкласса  | 32    |                                                 |
| 4/13         | купе экономкласса  | 32    | с возможностью выбора мест по половому признаку |
| 5/12         | купе экономкласса  | 32    |                                                 |
| 6/11         | купе экономкласса  | 10/12 | штабной вагон с инвалидным купе                 |
| 41           | Вагон-ресторан     |       |                                                 |
| 7/10         | люкс бизнес-класса | 16    | с возможностью выбора мест по половому признаку |
| 8/9          | люкс бизнес-класса | 16    |                                                 |
| 9/8          | люкс бизнес-класса | 16    |                                                 |
| 10/7         | люкс бизнес-класса | 16    |                                                 |
| 11/6         | люкс бизнес-класса | 16    |                                                 |
| 12/5         | люкс бизнес-класса | 16    |                                                 |
| 13/4         | люкс бизнес-класса | 16    |                                                 |
| 14/3         | люкс бизнес-класса | 16    |                                                 |
| 15/2         | люкс бизнес-класса | 16    |                                                 |
| 16/1         | VIP-вагон          | 8     | места продаются по два                          |

## Расписание
Отправляется еженощно из Москвы и из Санкт-Петербурга.
| 001А Санкт-Петербург — Москва | 001А Санкт-Петербург — Москва | 001А Санкт-Петербург — Москва |                         | 002А Москва — Санкт-Петербург | 002А Москва — Санкт-Петербург | 002А Москва — Санкт-Петербург |
| Прибытие                      | Стоянка                       | Отправление                   | Раздельные пункты       | Прибытие                      | Стоянка                       | Отправление                   |
|                               |                               | 23:55                         | Санкт-Петербург-Главный | 07:55                         |                               |                               |
| 00:40                         | 18 мин                        | 00:58                         | Саблино*                | -                             | -                             | -                             |
| 07:55                         |                               |                               | Москва-Пассажирская     |                               |                               | 23:55                         |

- — техническая остановка, купить билет до этой станции невозможно.

## Характеристика поезда

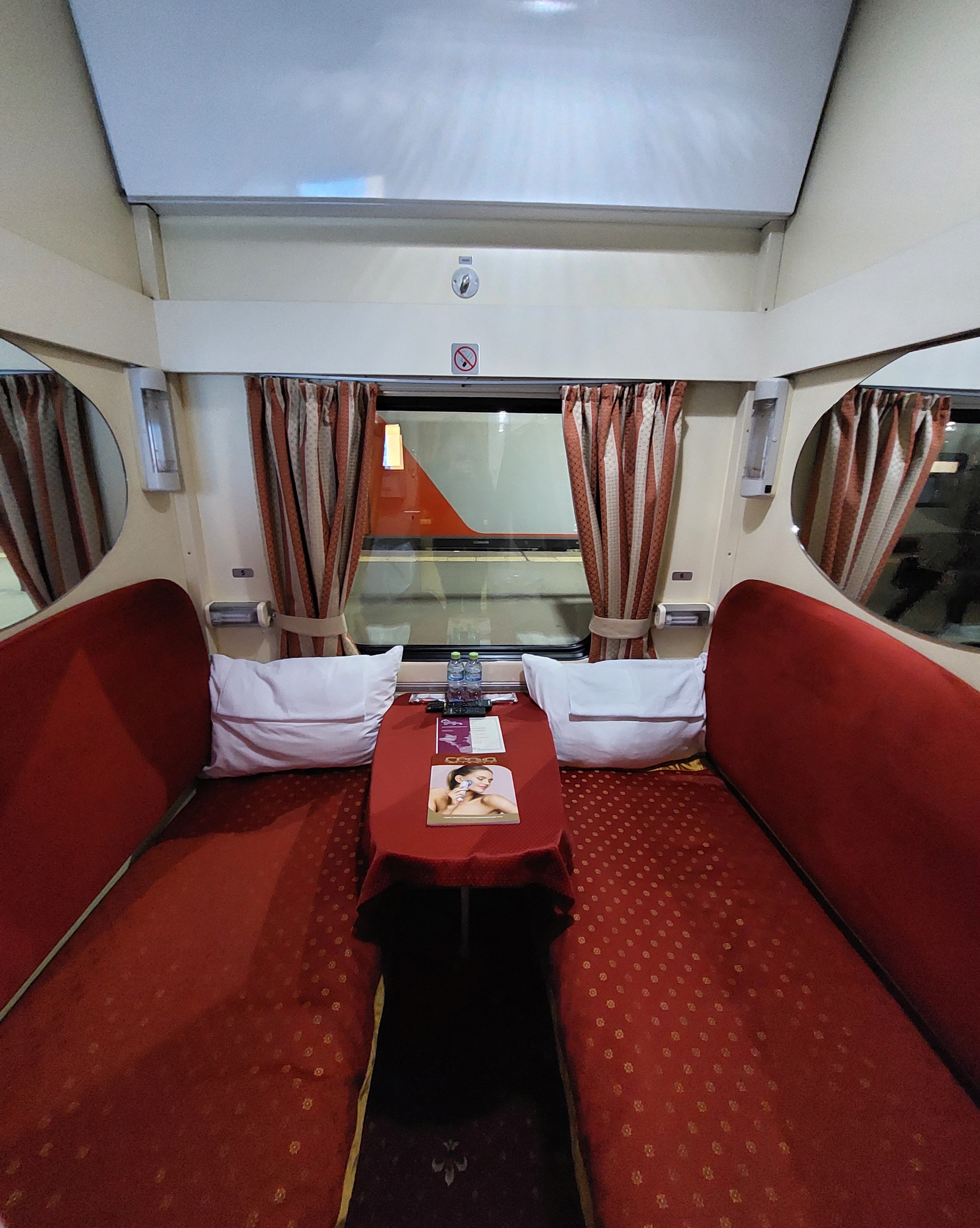
Интерьер купе спального вагона (СВ) поезда «Красная стрела»

- Поезд обслуживается двумя составами вагонного участка Санкт-Петербург-Московский" (ЛВЧ-8) Северо-Западного филиала ФПК на электроотоплении, ЭПТ, ЭЧТК и дисковых тормозах.
- Ранее[когда?] поезд эксплуатировался под тягой электровоза ЧС6 локомотивного депо Санкт-Петербург-Пассажирский-Московский (ТЧЭ-8) Октябрьской железной дороги. На данный[когда?] момент подавляющее большинство рейсов осуществляется под тягой электровоза ЭП20.

1. Поезд № 1/2 круглогодичный, фирменный, ежедневный.
2. Нумерация вагонов в пути следования переходящая и указана при следовании из Санкт-Петербурга с головы поезда, при следовании из Москвы, также, с головы поезда.
3. Максимально допустимая длина поезда по участкам следования (вагоны 25,5 метров) от С.-Петербург-Главный до Москва-Пассажирская: 17 вагонов.
4. Установленная схема поезда по участкам следования (состав сформирован из вагонов длиной 25,5 метров) от Санкт-Петербурга-Главного до Москвы-Пассажирской: 17 вагонов.
5. Станции изменения направления движения поезда: нет.
6. Станции смены локомотивов: нет.
7. Станции смены локомотивных бригад без смены локомотивов: нет.
8. Станции снабжения поезда водой: Санкт-Петербург-Товарный-Московский, Москва-Пассажирская.
9. Станции снабжения поезда топливом: нет.
10. Станции обслуживания ЭЧТК: Санкт-Петербург-Товарный-Московский.
11. Станции сбора твердых бытовых отходов (ТБО) и шлака: Санкт-Петербург-Товарный-Московский, Москва-Пассажирская.
12. Выделяются места: в вагоне № 6/11 места с 1 по 4 для проводников, ЛНП и ПЭМ, места с 5 по 8 для работников ВР, места с 17 по 20 для перевозки багажа пассажиров, места 21, 22 (нефирменные) специализированные для инвалида в коляске и сопровождающего его лица.

## Особенности и отличия
- Если обычный купейный вагон вмещает в себя 36 пассажиров и разделен на 9 купе, то вагон 2-го класса «Красной Стрелы» — 32 и 8 купе соответственно[5].
- Электрическая схема вагонов позволяет разместить 2 розетки на 220 вольт и систему индивидуального кондиционирования воздуха (которую могут настраивать сами пассажиры, а не проводник), отдельную для каждого купе.[6]
- В вагонах отсутствуют «титаны», для нагрева воды используется обычный бытовой чайник, установленный в специальном шкафчике в купе проводника[7].
- Постельное бельё сделано из льна и хлопка, благодаря чему пассажирам обеспечен более комфортный сон.[значимость факта?]

## Интересные факты

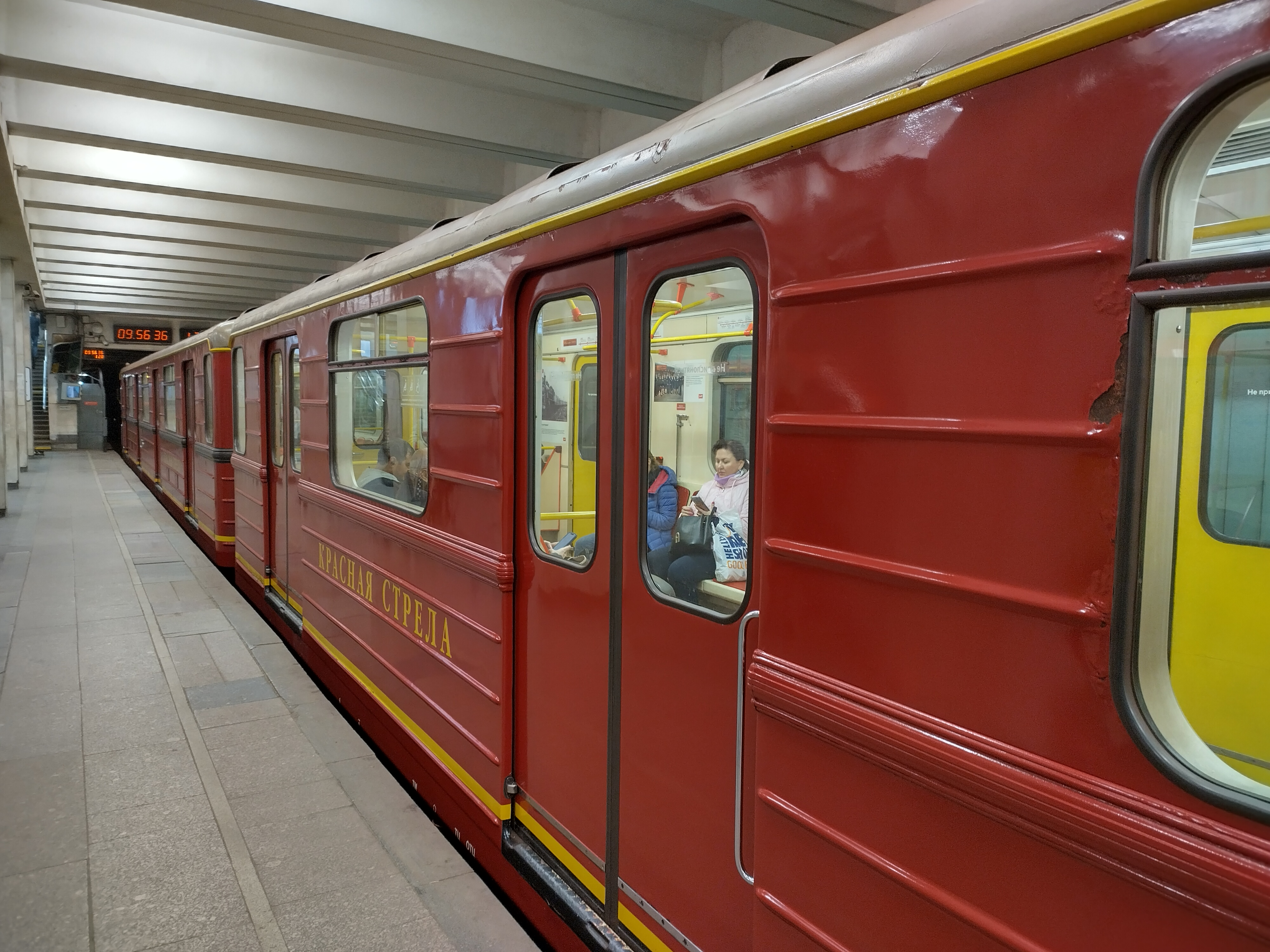
Поезд московского метро «Красная стрела» на станции «Юго-Западная»

- Поезд был первым фирменным в истории СССР. В наше время он остаётся одним из немногих фирменных поездов РЖД, сохранившим отличный от корпоративного (серо-красного) вариант раскраски вагонов.[значимость факта?]
- В честь 75-летия поезда в Московском метрополитене в 2006 году был пущен состав «Красная стрела», отличающийся красным цветом вагонов. В 2016 году оформление состава было обновлено в честь 85-летия поезда. 29 марта 2010 года в одном из вагонов произошел теракт[значимость факта?]